# Відкритість суспільства
Відкритість суспільства — тенденція розвитку світу до глобального співтовариства. Це поняття охоплює не тільки відсутність державних кордонів із прикордонними військами, прикордонними поселеннями, митницями, паспортними і візовими режимами. Відкритість суспільства - це повна відсутність потреби в кордонах такого типу. 

## Відкритість суспільства та полікультурне виховання
Поняття "відкритість суспільства" тісно пов'язане з поняттям полікультурного виховання. Полікультурне  виховання здатне враховувати всі етнічно-культурні особливості тієї чи іншої країни або окремого невеликого регіону, виховати в людині повагу до людей іншої національності, виховати повагу до іншої культури, традицій, віри, звичаїв.
З іншого боку, таке входження представників національно-культурних меншин у культуру чисельнішої, домінуючої нації за умови збереження своєї власної культури. 
Перший рівень відкритості суспільства —  це внутрішня відкритість, тобто відкритість національного, міжнаціонального, міжкультурного життя в межах однієї держави.
Такі держави відповідно до національного складу прийнято поділяти на монокультурні та полікультурні.
Другий рівень відкритості суспільства —  його відкритість назовні. В цьому випадку йде мова про відсутність будь-яких кордонів у традиційному розумінні слова для матеріального, економічного, політичного контакту з іншими державами, націями. Важливішим є відсутність бар'єрів для духовного, міжкультурного міжнаціонального спілкування.
Це створює необмежені можливості для діалогу та взаємозбагачення культур.

## Відкритість суспільства та глобальна освіта
Завдання — підготувати людину в усіх розуміннях, до свідомого вибору у відкритому суспільстві, виховати "національних громадян глобального співтовариства" (В. Кніп) ставить перед собою глобальна освіта.
Головною рисою сучасної людини, з позиції глобальної освіти, має бути усвідомлене право на власну думку без ущемлення інтересів інших людей[джерело?].